# Bicyclus campina
Bicyclus campina är en fjärilsart som beskrevs av Aurivillius 1901. Bicyclus campina ingår i släktet Bicyclus och familjen praktfjärilar. Inga underarter finns listade i Catalogue of Life.